# Elard Briegleb
Elard Briegleb (* 5. Mai 1822 in Hopfmannsfeld; † 15. Juni 1904 in Worms) war ein deutscher Geistlicher und Dialektdichter.

## Leben
Als Sohn eines Pfarrers wurde Elard Briegleb am 5. Mai 1822 in Hopfmannsfeld geboren. Nachdem er auf dem Gymnasium in Büdingen vorgebildet worden war, bezog er die Universität Gießen zum Theologiestudium. Anschließend studierte er weiter am Predigerseminar Friedberg und war darauf als Hauslehrer in Hirzenhain tätig. 1848 wurde er dort zusätzlich Pfarrverweser. Nach Groß-Biberau wechselte er als solcher drei Jahre später, blieb dort aber auch nicht viel länger, sondern zog schon im gleichen Jahr, also 1851, nach Butzbach. Dort übertrug man ihm neben der Pfarrverweser-Stelle auch das Rektorat der Knabenschule. Vikar in Nidda schließlich wurde er 1854 und im folgenden Jahr dann Pfarrer in Alsheim. Nun blieb er auch dort nicht lang, nach sieben Jahren, 1862, besetzte er die Pfarrstelle in Hohen-Sülzen und dann seit 1874 jene in Pfeddersheim, die er bis 1895 bekleidete. Dann nämlich trat er in den Ruhestand, den er in Worms verlebte und dort am 15. Juni 1904 im Alter von 82 Jahren verstarb.
Briegleb dichtete Lieder im hessischen Dialekt, weshalb ihm die Bezeichnung „Sänger des Vogelsbergs“ zukam.

## Werke
- Wie’s klingt am Rhei’! (1886)
- Vivat der Vogelsberg! (1896)
- Bismarck-Lieder (1898)
- Links am Rhei’, ist gut sei’! (1899)
- Wei’schdeier Lieder (1899)